# コロネル・FAP・フランシスコ・セカダ・ビグネッタ国際空港
コロネル・FAP・フランシスコ・セカダ・ビグネッタ国際空港（コロネル・エフエイピー・フランシスコ・セカダ・ビグネッタこくさいくうこう）はペルーのイキトスにある国際空港。市の中心から7km南西に位置している。

## 就航路線
| 航空会社           | 就航地                   |
| ------------------ | ------------------------ |
| LATAM ペルー       | リマ                     |
| スカイ航空・ペルー | リマ                     |
| スターペルー航空   | リマ、プカルバ、タラポト |
| ビバエア・ペルー   | リマ                     |